# ケン・ドーン (アーティスト)
ケン・ドーン（Ken Done AM、1940年6月29日 -）はオーストラリアの芸術家、デザイナーである。彼のシンプルで明るい色で描かれたオーストラリアのランドマークは、非常に有名で人気を博し、現在では「ドーン・デザイン」ブランドで洋服やインテリア製品が販売されている。

## 経歴
オーストラリア・シドニーの西郊で生まれ育ち、14歳であった1954年から1959年の間、オーストラリア国立芸術学校（National Art School, NAS）で美術を学ぶ。その後ニューヨークとロンドンで広告代理店JWT（J. Walter Thompson）で勤務。1969年に帰国し1975年より芸術家一本の生活となる。
1980年に初めて個展を開く。その後フランス、日本、アメリカ合衆国、イギリスなどでも個展が開催された。
1988年よりユニセフ親善大使を務める。
1989年に日本の雑誌「Hanako」のロゴ及び表紙のデザインを担当。1999年まで毎号続けられた。
1992年にオーストラリア勲章を受勲。
2000年に開催されたシドニーオリンピックの公式エンブレムをデザインした。